# استفن رایت
استفن رایت (انگلیسی: Stephen Wright؛ زادهٔ ۸ فوریهٔ ۱۹۸۰) بازیکن فوتبال اهل انگلستان بود. وی از بازیکنان سابق بوده که در حال حاضر مربی تیم جوانان باشگاه فوتبال رکسهام می‌باشد.
از باشگاه‌هایی که در آن بازی کرده‌است می‌توان به باشگاه فوتبال کرو آلکساندرا، باشگاه فوتبال برنتفورد، باشگاه فوتبال لیورپول، باشگاه فوتبال ساندرلند، باشگاه فوتبال رکسهام، باشگاه فوتبال هارتل پول یونایتد، باشگاه فوتبال کاونتری سیتی، باشگاه فوتبال استوک سیتی،اشاره کرد.
وی همچنین در تیم‌های ملی فوتبال زیر ۱۸ و ۲۰ سال انگلستان و زیر ۲۱ سال انگلستان بازی کرده‌است.